# Mirawara
Mirawara is een geslacht van haften (Ephemeroptera) uit de familie Ameletopsidae.

## Soorten
Het geslacht Mirawara omvat de volgende soorten:
- Mirawara aapta
- Mirawara megaloprepia
- Mirawara purpurea